# Morinda umbellata
La Morinda umbellata és una planta del gènere Morinda, de la família de les rubiàcies, nativa del sud de l'Àsia (Xina, Japó, Taiwan, Índia, Sri-Lanka, Indoxina, Myammar, Tailàndia, Malaisia) i d'Austràlia. És coneguda per Nuna en tàmil i Pitadaru en sànscrit (Llista de noms en diversos idiomes).

## Descripció
És un gran arbust de tipus enfiladís que forma tiges peludes, llargues i fines. Les fulles són el·líptiques i fan entre 8,5 i 13 cm de llarg per 3,5 a 5 d'ample; són fines per la cara superior i recobertes de pelets per la inferior. Els fruits, compostos, fan de 2 a 2,5 cm de diàmetre, i tenen lòbuls irregulars.

## Usos
Les fulles polvoritzades d'aquesta planta s'utilitzen en alguns llocs com a medicina popular per a la diarrea i la disenteria. De l'arrel, com en altres plantes del gènere Morinda (especialment la M. tinctoria) se n'extreu un tint -groc en aquest cas-. A l'Índia hom menja els fruits de la planta, i a Ceilan s'empren les tiges com a cordills.

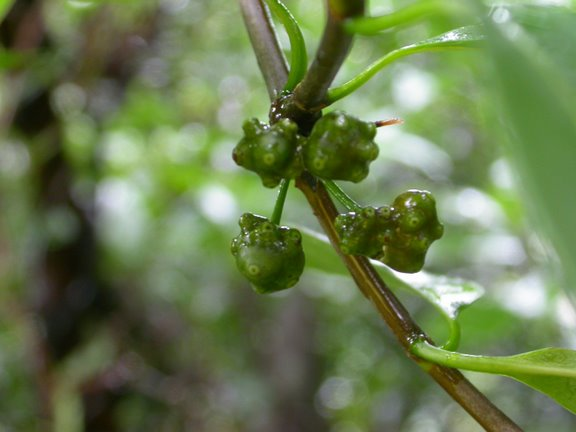
Fruits de la Morinda umbellata